# Вежа Пікассо
Вежа Пікассо (ісп. Torre Picasso) — хмарочос в Мадриді, Іспанія. Висота 45-поверхового будинку становить 157 метрів і він був найвищим будинком країни з 1988 по 2008. Будівництво було розпочато в 1982 і завершено в 1988 році. Проект розроблено американським архітектором Мінору Ямасакі.